# Dirceu Moreira
Dirceu Moreira (Santo Anastácio, SP, 1 de dezembro de 1946) é um escritor, psicologo e palestrante brasileiro.

## Biografia
Nascido em uma cidade do interior do Estado de São Paulo, Santo Anastácio, Dirceu morou parte de sua vida lá com seus 8 irmãos e acabou perdendo sua mãe com apenas 1 mês de vida. No começo da sua infância tinha boas condições financeiras. Porém, em questão de alguns anos, a situação foi piorando e aos 8 anos de idade, a família empobrece. Ainda criança, teve que trabalhar com seu pai na roça e na construção de moradias.
Com 13 anos, sua família, não aguentando a dificuldade financeira, retirou-se de Santo Anastácio e foi morar em São Paulo, capital, onde foi viver em condições humildes. Em outubro do mesmo ano, não aguentando as adversidades, voltou para sua cidade natal, com o objetivo de concluir o quarto ano do antigo primário.
Três anos depois, retorna à São Paulo, onde trabalhou de ajudante de caminhão, fábricas, servente de pedreiro, etc. Ao se tornar autônomo, foi construir casas com seu pai, o que lhe dava sustento para terminar seus estudos, algo que seu pai sempre lhe cobrava. 
Em 1966, conclui o antigo ginásio (atual Ensino Fundamental II) e termina o antigo magistério em 1969. Após seu cursinho no colégio Objetivo em 1970, prestou vestibular na Universidade São Marcos e concluiu o curso de psicologia em 1976. 
Durante a década de 1970 e começo dos anos 80, Dirceu trabalha na área de Segurança do Trabalho, como selecionador, treinador ou supervisor de pessoal, entre outras funções.
No ano de 1982 conclui pedagogia na Universidade Castelo Branco-SP. 
Em 1989, no mesmo ano que conheceu sua atual esposa, Eniete Mondoni, iniciou seus estudos iniciáticos na Eubiose, depois de ter frequentado outras escolas iniciáticas, como Rosa Cruz, entre muitas outras.
Casou-se em 1990 pela segunda vez, tendo 3 filhos: Gabriel Henrique, em 1992; Rafael Hermés, em 1994 e Giovanna Lorenza, em 1996.
Atualmente reside em Santo André, na Grande São Paulo. 

## Carreira Profissional
Dirceu atuou em diversas funções ao longo de sua vida. Foram algumas delas:
- Auxiliar de Pessoal, Coordenador de Seleção e Recrutamento, na agência "Walter Recrutamento e Seleção", de 1974 a 1975;
- Coordenador de Recrutamento e Seleção, em Itamagnésio S/A, de 1975 a 1977;
- Selecionador Sênior, em "Recrutamento e Seleção Hidroservice, de 1977 a 1979;
- Supervisor de Pessoal, Treinador e Instrutor de Segurança Patrimonial, em Alpagartas S/A, de 1979 a 1984;
- Desde 1984 desenvolve trabalho voluntário nas Escolas de 1º, 2º e 3º grau, em São Paulo e outros estados, com palestras para famílias.
- Supervisor de Treinamentos, realização de Eventos, Elaboração de Manuais de Treinamento Técnico Operacional, Instrutor de Cursos sobre Relações Humanas, em Refinações de Milho Brasil Ltda, de 1984 a 1985;
- Instrutor em Cursos de Psicologia organizacional e RH no Codep Centro de Orientação de Pessoal - Mogi Mirim, de 1984 a 1986.
- Consultor e Assistente em RH (Seleção e Treinamento), Cursos, Seminários e Palestras e também na elaboração de manuais técnicos operacional, em Plásticos Plavinil S/A, de 1986 a 1992
- Consultor Interno, Treinador de conscientização do Papel das Profissões, Relações Humanas, Reuniões eficazes, Treinamento Técnico Operacional, Síndrome da Passividade, Palestrante de Sensibilização sobre Qualidade Total, responsável pela implantação do Programa de Saúde Organizacional e etc, em Plásticos Plavinil S/A e Solvay do Brasil S/A e outras empresas do grupo. De 1986 a 1995.
- Foi prof. do ensino médio em São Paulo e Santo André-sp durante 2 anos;
- Trabalhou como professor de curso de Especialização em Formação de Pessoal e Relações do Trabalho na Universidade Guarulhos entre 1994 e 1995.
- Desde 1996, vem atuando como Consultor e Conferencista autônomo em potenciais humanos na área educacional e empresarial, através de parcerias e é professor convidado por diversas instituições que realizam eventos na área de empresas, educação e faculdades, como as Faculdades Hoyler, Fac. São Lourenço, Fits e Unincor, entre outras.
- Desenvolve trabalho voluntário nas Escolas de 1º , 2º e 3º Graus, desde 1984 em São Paulo e outros Estados, com palestras para os pais e filhos.
- Atua como psicologo e psicoterapeuta para jovens, adultos e casais, utilizando do que ele mesmo denomina como "Psicologia Henriquiana" (Henrique José de Souza)

## Livros
- Amoterapia: O Amor como Fator Fundamental nos Relacionamentos
- A Constelação do Mestre: Competências e Desafios na Gestão Educacional (Prefaciado pelo prof. Celso Antunes)
- O Eletronzinho: um conto de carinho (infanto-juvenil)
- TPM - Transtornos da Passividade Mental
- Potencialização do Capital Humano
- O Semeador de Estrelas: Resgate da Consciência Ecológica
- Os Caçadores da Ata perdida
- Os cavaleiros do Céu: Reflexões Éticas para o 3º Milênio
- Cia.de Pais e Filhos ilimitada: A Inclusão da Família e a Corresponsabilidade Disciplinar (co-autoria com Eniete Mondoni Moreira)
- Psicologia das Relações Humanas
- Appar - Administração por Participação e Resultados
- Transtorno do Assédio Moral - Bullying: a Violência Silenciosa
- A Matemática do Amor: Um Mergulho nas Relações Humanas
- Bullying: A Inversão de Valores (co-autoria com Eniete Mondoni Moreira)
- Autogestão de Grupo na Educação[2]